# Stygonyx courtneyi
Stygonyx courtneyi is een vlokreeftensoort uit de familie van de Crangonyctidae. De wetenschappelijke naam van de soort is voor het eerst geldig gepubliceerd in 1989 door Bousfield & Holsinger.